# Великий Лес (Солигорский район)
Великий Лес (бел. Вялі́кі Лес) — деревня в Солигорском районе Минской области Беларуси. Входит в состав Долговского сельсовета.

## География
Через деревню пролегает трасса Р-23.
Ближайшие населённые пункты Горка, Ясковичи и др.

## История
До 30 октября 2009 года деревня входила в состав Ясковичского сельсовета.

## Население

### Численность
- 2019 год — 41 жителей

### Динамика
- 1999 год — 140 жителей (перепись населения)
- 2009 год — 77 жителей (перепись населения)[4]
- 2019 год — 41 жителей (перепись населения)

## Улицы
- Центральная
- Южная

## Достопримечательность
- Памятник, посвящённый партизанам — братьям Михаилу и Ивану Цубам, повторившим подвиг Ивана Сусанина в феврале 1943 года. Установлен в 1961 году около деревни Великий Лес, трасса Р-23. Скульптор — С. И. Селиханов.